# Escut del Villar
L'escut del Villar és un símbol representatiu oficial del municipi del Villar, als Serrans, País Valencià. Té el següent blasonament:
| « | Escut quadrilong de punta redona. En camp d'atzur, una vila d'argent, filetejada i ressaltada de sable, sobremuntada d'un capel de porpra, amb cordons de deu borles en quatre ordes. Al timbre, corona reial oberta. | » |

## Història
L'escut s'aprovà per Resolució de 20 de juny de 2006, del conseller de Justícia, Interior i Administracions Públiques, publicada en el DOGV núm. 5.315, d'1 d'agost de 2006.
Les armes parlants del Villar fan referència al topònim oficial castellà, Villar del Arzobispo, i s'hi representa la vila i un capel d'arquebisbe. La vila, coneguda anteriorment com a Villar de Benaduf, era patrimoni de l'arquebisbat de València des del 1300, i el 1795 el rei Carles IV la va designar amb el nom actual i li va concedir el títol de vila reial.

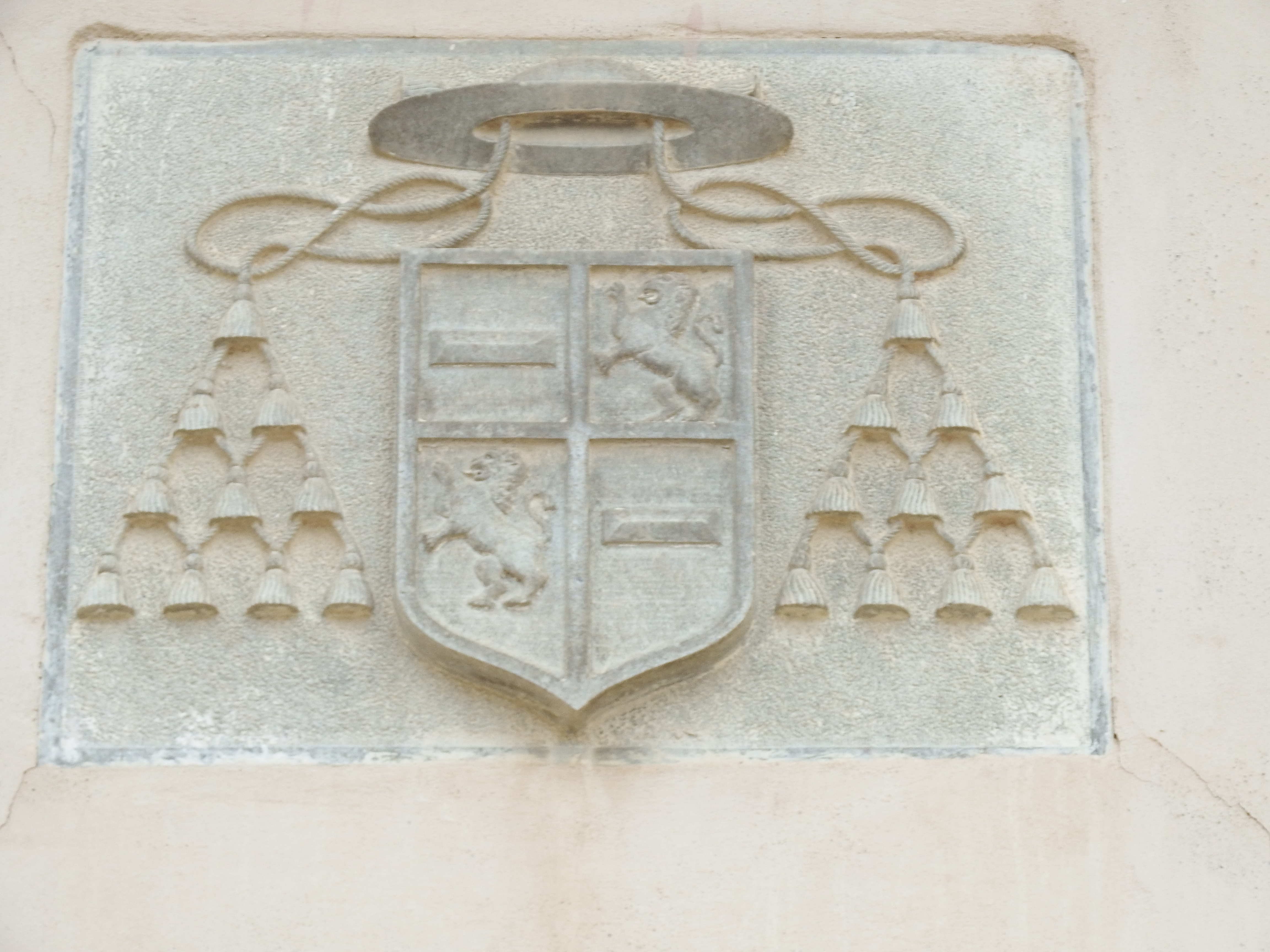
L'escut de Jordi d'Àustria al palau arquebisbal del Villar

Anteriorment, l'ajuntament va usar un altre escut, basat en les armes de l'arquebisbe Jordi d'Àustria, que es troben representades en la façana del palau arquebisbal de la població. Aquest escut, amb el canvi del timbre episcopal per una corona, fou aprovat pel Ministeri de la Governació el 27 d'octubre de 1954, previ informe preceptiu de la Reial Acadèmia de la Història, subscrit pel marqués del Saltillo i aprovat per la junta de la RAH l'1 de maig de 1954.
D'acord amb el dictamen de l'acadèmia, l'escut era
| « | […] compost de quatre quarters: 1r i 4t de gules, faixa d'argent […]; i 2n i 3r d'or, lleó del seu color […], timbrat del coronell o cercle d'or amb florons idèntics a la vora. | » |

La faixa d'argent en camper de gules són les armes d'Àustria, o «Àustria modern». D'altra banda, tot i que no és mencionat per l'informe, l'ajuntament representava l'escut sobre un pergamí.